# Mundo Gaturro
Mundo Gaturro (abreviado como MG) es un juego en línea multijugador (MMO) para niños basada en el personaje Gaturro. El sitio fue desarrollado en el año 2010 por la empresa argentina QB9 Entertainment, mismo año que se lanzó una adaptación cinematográfica sobre dicho personaje de historietas y animado. En el año 2012 obtuvo un premio en la categoría niños de los Premios Mate.ar, que organizan diferentes cámaras y organizaciones del sector de informática y comunicaciones de Argentina, como CABASE, CESSI, entre otras.

## Historia
Desarrollado por QB9 Entertainment con su sede en Argentina. Mundo Gaturro empezó como un proyecto de Nik en 2009 pensado como un juego para niños de 4 a 12 años. El 8 de marzo del 2010 fue lanzado de manera oficial en todo el mundo, al principio tenía misiones, la capacidad de canjear, etc.
En 2011 hubo renovaciones en el diseño para la interfaz más cómoda. Más tarde en 2014 se renovó el celular añadiendo aplicaciones (que el jugador podía comprar con monedas) y leves mejoras.[cita requerida]
En 2016 fue lanzada Mundo Gaturro Pocket para Android y IOS para que se pueda jugar con servidores y lugares exclusivos.[cita requerida]
En marzo de ese mismo año se lanzó la versión "descargable", tanto para sistemas Microsoft Windows, como para  macOS. Lo cual permitiría a los jugadores jugar el videojuego sin ingresar desde el navegador. Y con la posibilidad de jugar en pantalla completa.
En 2017 se volvió a mejorar levemente, cambiando el perfil del jugador de una ventana (como en Club Penguin) a una sección de abajo menos invasiva y con las opciones y añadiendo opciones al editor de ropa.
En 2020 se liberó temporalmente el Pasaporte (suscripción del juego) debido a la Pandemia de COVID-19 y más tarde se le bajó el precio.
Desde entonces solo se pudo usar la versión descargable debido al cierre de Adobe Flash.

## Características y funcionalidades
El juego permite tener amigos, chatear, hacer misiones, usar trajes, pasaporte (suscripción del juego), transportes, usar efectos, decorar la casa del jugador, comprar partes para agrandar la casa, usar un celular donde el jugador puede enterarse de noticias, juegos y mensajes de sus amigos. También se pueden hacer cosas misceláneas más. Mundo gaturro también tiene una red social,  Picapon.También, mientras Picapon estaba en mantenimiento, fue reemplazado por "Mundo Gaturro Mobile", para jugar desde un móvil, aunque solo se podía chatear y caminar en un pequeño espacio verde, poner ropa y pelos que se encuentran de regalo al inicio en Mundo Gaturro y cambiar el sexo y edad del avatar.

## Controversias
Una de las principales polémicas de este juego es la discriminación que existe en él. Hay algunos Gaturros (jugadores), conocidos como "Chetos", que insultan a los niños novatos y los disuaden de jugar.
Los "Chetos" suelen tener su casa repleta de objetos, piel de todos los colores que no sean amarillos, efectos, pasaporte, ropa y transportes que se consigan con este, entre otros.
Además, uno de los aspectos que preocupa a los usuarios es el persistente problema de que en algunos casos se sigue cobrando el pasaporte pero el usuario no puede cancelar su suscripción. Este problema ha causado discusión y frustración en la comunidad de jugadores.
Estos incidentes han generado dudas sobre la transparencia y eficiencia del proceso de gestión de registros en el entorno virtual de Mundo Gaturro. La falta de una opción clara para cancelar pasaportes en algunos casos ha generado acusaciones de falta de claridad por parte de los usuarios, quienes expresaron su descontento en foros y redes sociales.

### Supuesto cierre
En marzo de 2024, el youtuber argentino Gianfy Albes, en colaboración con su amigo Tomás Feuermann, crearon una falsa imagen que sugería el cierre del juego Mundo Gaturro. Dicha imagen fue difundida a través de la plataforma TikTok, utilizando cuentas falsas que se hacían pasar por youtubers del universo de Mundo Gaturro.
Esta acción generó una gran repercusión en las redes sociales, llegando incluso a convertir el tema "Mundo Gaturro" en tendencia en Twitter (actualmente en proceso de cambio a X). Este incidente causó un debate público y una oleada de preocupación entre los fanáticos del juego.
A pesar del revuelo generado, las cuentas oficiales de Mundo Gaturro confirmaron rápidamente que la información era falsa y que el juego no se encontraba en peligro de cierre.